# Vîșneve, Kobeleakî
Vîșneve (în ucraineană Вишневе) este un sat în comuna Butenkî din raionul Kobeleakî, regiunea Poltava, Ucraina.

## Demografie
Componența lingvistică a localității Vîșneve
     Ucraineană (94,55%)
     Rusă (3,9%)
     Română (1,56%)
Conform recensământului din 2001, majoritatea populației localității Vîșneve era vorbitoare de ucraineană (94,55%), existând în minoritate și vorbitori de rusă (3,9%) și română (1,56%).